# Christopher Friman
Lars Gustaf Christopher Friman, född 20 september 1984, är en svensk journalist, för närvarande anställd på Filter. 
Friman tog examen från journalistprogrammet på Göteborgs universitet i juni 2009 och skrev som examensjobb ett reportage om grisuppfödning för Magasinet Filter, där han även praktiserade under studierna. Han vann Tidskriftspriset för "Årets genombrott" 2009.